# 米野智人
米野 智人（よねの ともひと、1982年1月21日 - ）は、北海道札幌市北区出身の元プロ野球選手（捕手、外野手、内野手）、コーチ。右投右打。Westside合同会社代表。

## 経歴

### プロ入り前
札幌新琴似シニアリーグ、小樽市の北照高等学校では2年春の選抜に出場、1999年度ドラフト会議にてヤクルトスワローズから3位指名を受け、入団。背番号は51。

### ヤクルト時代
2000年は一軍出場なしに終わる。
2001年に一軍に初昇格する。9月7日の対巨人戦で途中起用され、プロ入り初出場を記録した。
2002年は初安打を放ち、8月11日の対横浜ベイスターズ戦で初の先発出場。その試合で吉見祐治からプロ初本塁打を放ち、初打点を記録する。8月19日の阪神戦では11回裏二死満塁からプロ初サヨナラ打を放った。
2003年は一軍出場なしに終わった。
2004年は15試合に出場。
2005年は34試合出場と出場機会を増やした。シーズン末に、退任する若松勉監督から指導を受け、それまで打率0 - 1割台後半と低迷した打撃面での成長を評価された。
2006年は前年まで正捕手であった古田敦也が選手兼任監督に就任したため、自己最多の116試合に出場した。打撃面においては前述の指導もあり、自身初の打率2割台に到達、7本塁打を記録している。
2007年は前年度の実績から正捕手候補の筆頭とされたものの、オープン戦で16打数1安打と打撃面で結果を残せず、開幕後はスタメンマスクを打撃面で勝る福川将和に譲る機会が増え、米野は2番手捕手に甘んじた。その後、福川の打撃が低迷したことから4月末から5月一杯にかけて再びスタメン起用が続いた。もっとも米野も1割台の打率に終始し、正捕手への定着は果たせなかった。守備面では前年までのような送球の失策などは減少したが、古田よりリード面に対して苦言を呈されることもあった。7月中旬には実戦で経験を積む目的から約2年半ぶりに二軍へ降格すると川本良平の台頭もあり、そのままシーズンを終えた。
2008年は前半戦までは控え捕手として一軍登録されていたが衣川篤史の台頭や川本が怪我から復帰したことにより、6月24日に一軍登録を抹消された。同年7月12日、二軍の試合においてファウルチップを右手親指に当てて脱臼骨折し戦線離脱となった。同年中の復帰は絶望視されたものの驚異的な回復を見せ、9月13日に二軍戦で実戦復帰した。その1週間後、福川の怪我により約3か月ぶりに一軍へ復帰。

### 西武時代
2010年6月18日、山岸穣との交換トレードで埼玉西武ライオンズへ移籍。背番号は山岸が着けていた36を着用する。しかし、この年にはヤクルトへの在籍中から一軍公式戦への出場機会がなかった。
2011年には、前年までの正捕手・細川亨が国内FA権の行使で福岡ソフトバンクホークスへ移籍。米野に正捕手争いの機会が訪れたが、怪我でシーズンに出遅れたことから一軍公式戦への出場は3試合にとどまった。なお、外野を守れる右打者がチームに不足していたことから、シーズン終了後の秋季キャンプでは外野の守備練習を開始した。
2012年にはポジション登録を捕手から外野手へ変更し、4月26日のソフトバンク戦（福岡 Yahoo! JAPANドーム）では、9回表二死満塁で迎えた打席でブライアン・ファルケンボーグから左翼スタンドに逆転本塁打を放ち、チームの勝利に貢献した（詳細後述）。米野にとってこの一打は、一軍5年ぶりの本塁打であった。その一方で、イースタン・リーグの公式戦では6試合で一塁、1試合で捕手の守備に就いている。
2013年には一軍公式戦3試合の出場で4打席無安打3三振という結果に終わった。イースタン・リーグの公式戦では29試合で一塁、27試合で三塁、10試合で外野を守っている。
2014年には主に代打で一軍公式戦12試合に出場した。2本の犠飛を放ったほか、2年ぶりに安打・打点・得点を記録した。イースタン・リーグの公式戦では、35試合で一塁、11試合で外野の守備に就いている。
2015年には一軍公式戦2試合に出場しただけで、4打数無安打に終わった。一軍が捕手3人制を採用する一方で、二軍の捕手に故障者が続出したチーム事情から、イースタン・リーグ公式戦では捕手として10試合に出場。しかし、一軍でマスクを被る機会がないまま、10月2日に球団から戦力外通告を受けた。

### 日本ハム時代
2015年11月12日に、地元球団の北海道日本ハムファイターズが、米野を捕手兼二軍バッテリーコーチ補佐として契約したことを発表。米野はこの契約を機に、「捕手ができれば外野はいつでもできる」という栗山英樹監督の発案で、ポジション登録を4年ぶりに外野手から捕手へ戻した。背番号は70。
2016年には、捕手兼二軍バッテリーコーチ補佐として、二軍の遠征に参加しない選手（残留組）の指導などを担当した。その一方で、ユーティリティープレイヤー（捕手・一塁手・三塁手・外野手）として、イースタン・リーグの公式戦に随時出場。4月20日の対西武戦（札幌ドーム）では、捕手として8回表から試合終了まで守備に就いたことによって、自身2年ぶり・移籍後初の一軍公式戦出場を果たした。一軍公式戦への出場はこの試合だけにとどまったが、球団では2017年も米野と契約することを予定していた。しかし、米野自身はシーズン中の8月に、この年限りで現役を引退することを球団幹部に伝達。10月30日には、米野の現役引退および、コーチ補佐職からの退任が球団から発表された。12月2日付で、NPBから自由契約選手として公示。

### 現役引退後
2017年に結婚。また、プロ野球界での知識・財産・経験を社会へ還元することをテーマに、「食の伝道師」として活動することを模索。同年3月には、自身がオーナーを務めるヘルシー志向の自然食カフェレストラン「inning＋（イニングプラス）」を、下北沢（東京都世田谷区）に開店させた。
2020年3月に「westside cafe」にリニューアルするも、2021年1月に閉店。
2021年3月16日、西武ドーム（メットライフドーム→ベルーナドーム）一塁側にヴィーガン食の飲食店「BACKYARD BUTCHERS」をオープン。

## 選手としての特徴・人物
東京ヤクルト時代には、入団直後から「古田の後継捕手」として注目された。古田からも肩の強さと長打力を認められていたが、実際にはキャッチングやリード面で課題を抱えていた。さらに、「古田の後継者」という重圧から、捕手として出場した試合でキャッチングなどのミスを連発。試合に出ることが怖くなるあまり自分を追い詰めたり、暴飲暴食を繰り返したりするなど、その重圧は私生活にも及んだ。2007年には、古田から一軍の2番手捕手に回されたばかりか、「（公私にわたって乱れが著しく見える）お前には捕手を務める資格はない」と告げられて二軍へ降格。古田がこの年限りでヤクルトを退団したことや、米野自身が後に2度にわたって移籍した末に現役を引退したことから、上記の降格通告以降は古田との再会を果たせなかった。米野によれば、古田には現役引退の相談や報告すらできなかったとのことで、「（古田には）お世話になったのに申し訳ない」との思いを持ち続けていたという。結局、古田と再会できたのは降格の通告から12年後（2019年）で、「inning+」で収録された『爆報! THE フライデー』（TBSテレビ）のサプライズ企画によって実現した。
打撃面ではパンチ力を誇るものの、東京ヤクルト時代から確実性の低さを指摘されていた。同球団への在籍中には、一軍公式戦へ出場した8年間のうち、打率2割以上を記録したのは2006年（340打数80安打、打率.235）と2009年（18打数5安打、打率.278）の2シーズンのみにとどまった。埼玉西武へ在籍した5年間でも、2012年（58打数12安打　打率.207）と2014年（19打数4安打　打率.211）しか達成していない。
埼玉西武時代の2012年にソフトバンク戦で逆転満塁本塁打を放った際には、この試合を中継していた『ライオンズナイター』で斉藤一美（文化放送アナウンサー）が、感動のあまり途中から泣いていると思われるような声で実況していたとされる。ちなみに、この本塁打の後に作られた米野の応援歌には「レフトスタンド狙え 奇跡を起こせ」というフレーズが使われていた。
札幌市内にある米野の実家では喫茶店を経営していて、北海道内での試合の際に道外から訪れるファンも多いという。米野自身も、現役引退後にカフェレストランのオーナーを務めている。

## 詳細情報

### 年度別打撃成績
| 年 度     | 球 団     | 試 合 | 打 席 | 打 数 | 得 点 | 安 打 | 二 塁 打 | 三 塁 打 | 本 塁 打 | 塁 打 | 打 点 | 盗 塁 | 盗 塁 死 | 犠 打 | 犠 飛 | 四 球 | 敬 遠 | 死 球 | 三 振 | 併 殺 打 | 打 率 | 出 塁 率 | 長 打 率 | O P S |
| --------- | --------- | ----- | ----- | ----- | ----- | ----- | -------- | -------- | -------- | ----- | ----- | ----- | -------- | ----- | ----- | ----- | ----- | ----- | ----- | -------- | ----- | -------- | -------- | ----- |
| 2001      | ヤクルト  | 1     | 1     | 1     | 0     | 0     | 0        | 0        | 0        | 0     | 0     | 0     | 0        | 0     | 0     | 0     | 0     | 0     | 0     | 0        | .000  | .000     | .000     | .000  |
| 2002      | ヤクルト  | 22    | 55    | 51    | 4     | 10    | 0        | 0        | 1        | 13    | 2     | 0     | 0        | 1     | 0     | 3     | 1     | 0     | 15    | 0        | .196  | .241     | .255     | .496  |
| 2004      | ヤクルト  | 15    | 18    | 16    | 3     | 1     | 0        | 0        | 0        | 1     | 0     | 1     | 0        | 0     | 0     | 1     | 0     | 1     | 3     | 0        | .063  | .167     | .063     | .229  |
| 2005      | ヤクルト  | 34    | 70    | 62    | 6     | 9     | 0        | 0        | 1        | 12    | 4     | 2     | 0        | 5     | 1     | 1     | 0     | 1     | 18    | 0        | .145  | .169     | .194     | .363  |
| 2006      | ヤクルト  | 116   | 382   | 340   | 32    | 80    | 14       | 1        | 7        | 117   | 37    | 0     | 0        | 12    | 3     | 25    | 6     | 2     | 75    | 2        | .235  | .289     | .344     | .633  |
| 2007      | ヤクルト  | 32    | 85    | 78    | 8     | 14    | 3        | 0        | 3        | 26    | 9     | 0     | 0        | 2     | 0     | 4     | 0     | 1     | 25    | 1        | .179  | .229     | .333     | .562  |
| 2008      | ヤクルト  | 16    | 13    | 10    | 1     | 1     | 0        | 0        | 0        | 1     | 1     | 0     | 0        | 1     | 0     | 1     | 0     | 1     | 1     | 0        | .100  | .250     | .100     | .350  |
| 2009      | ヤクルト  | 11    | 19    | 18    | 2     | 5     | 0        | 0        | 0        | 5     | 0     | 0     | 0        | 1     | 0     | 0     | 0     | 0     | 4     | 1        | .278  | .278     | .278     | .556  |
| 2011      | 西武      | 3     | 0     | 0     | 1     | 0     | 0        | 0        | 0        | 0     | 0     | 0     | 0        | 0     | 0     | 0     | 0     | 0     | 0     | 0        | .---  | .---     | .---     | .---  |
| 2012      | 西武      | 32    | 64    | 58    | 3     | 12    | 1        | 0        | 1        | 16    | 6     | 0     | 0        | 1     | 0     | 4     | 0     | 1     | 17    | 1        | .207  | .270     | .276     | .546  |
| 2013      | 西武      | 3     | 4     | 4     | 0     | 0     | 0        | 0        | 0        | 0     | 0     | 0     | 0        | 0     | 0     | 0     | 0     | 0     | 3     | 0        | .000  | .000     | .000     | .000  |
| 2014      | 西武      | 12    | 21    | 19    | 1     | 4     | 0        | 0        | 0        | 4     | 5     | 0     | 0        | 0     | 2     | 0     | 0     | 0     | 4     | 1        | .211  | .190     | .211     | .401  |
| 2015      | 西武      | 2     | 4     | 4     | 0     | 0     | 0        | 0        | 0        | 0     | 0     | 0     | 0        | 0     | 0     | 0     | 0     | 0     | 1     | 0        | .000  | .000     | .000     | .000  |
| 2016      | 日本ハム  | 1     | 0     | 0     | 0     | 0     | 0        | 0        | 0        | 0     | 0     | 0     | 0        | 0     | 0     | 0     | 0     | 0     | 0     | 0        | .---  | .---     | .---     | .---  |
| NPB：14年 | NPB：14年 | 300   | 736   | 661   | 61    | 136   | 18       | 1        | 13       | 195   | 64    | 3     | 0        | 23    | 6     | 39    | 7     | 7     | 166   | 6        | .206  | .255     | .295     | .552  |

### 年度別守備成績
| 年 度 | 捕手 | 捕手 | 捕手 | 捕手 | 捕手 | 捕手 | 捕手   | 捕手   | 捕手   | 捕手   | 捕手   | 外野   | 外野 | 外野 | 外野 | 外野 | 外野   | 一塁   | 一塁 | 一塁 | 一塁 | 一塁 | 一塁   |
| 年 度 | 試合 | 刺殺 | 補殺 | 失策 | 併殺 | 捕逸 | 守備率 | 企図数 | 許盗塁 | 盗塁刺 | 阻止率 | 試合数 | 刺殺 | 補殺 | 失策 | 併殺 | 守備率 | 試合数 | 刺殺 | 補殺 | 失策 | 併殺 | 守備率 |
| ----- | ---- | ---- | ---- | ---- | ---- | ---- | ------ | ------ | ------ | ------ | ------ | ------ | ---- | ---- | ---- | ---- | ------ | ------ | ---- | ---- | ---- | ---- | ------ |
| 2001  | 1    |      |      |      |      |      |        | 0      | 0      | 0      | -      | -      | -    | -    | -    | -    | -      | -      | -    | -    | -    | -    | -      |
| 2002  | 21   |      |      |      |      |      |        | 6      | 4      | 2      | .333   | -      | -    | -    | -    | -    | -      | -      | -    | -    | -    | -    | -      |
| 2004  | 9    |      |      |      |      |      |        | 0      | 0      | 0      | -      | -      | -    | -    | -    | -    | -      | -      | -    | -    | -    | -    | -      |
| 2005  | 30   | 134  | 5    | 1    | 2    | 3    | .993   | 9      | 5      | 4      | .444   | -      | -    | -    | -    | -    | -      | -      | -    | -    | -    | -    | -      |
| 2006  | 115  | 740  | 52   | 11   | 12   | 5    | .986   | 68     | 51     | 17     | .250   | -      | -    | -    | -    | -    | -      | -      | -    | -    | -    | -    | -      |
| 2007  | 31   | 166  | 10   | 1    | 0    | 2    | .994   | 14     | 11     | 3      | .214   | -      | -    | -    | -    | -    | -      | -      | -    | -    | -    | -    | -      |
| 2008  | 16   | 25   | 2    | 2    | 0    | 0    | .931   | 4      | 3      | 1      | .250   | -      | -    | -    | -    | -    | -      | -      | -    | -    | -    | -    | -      |
| 2009  | 8    | 31   | 1    | 0    | 0    | 0    | 1.000  | 4      | 3      | 1      | .250   | -      | -    | -    | -    | -    | -      | -      | -    | -    | -    | -    | -      |
| 2011  | 1    | 1    | 0    | 0    | 0    | 0    | 1.000  | 0      | 0      | 0      | .000   | -      | -    | -    | -    | -    | -      | -      | -    | -    | -    | -    | -      |
| 2012  | -    | -    | -    | -    | -    | -    | -      | -      | -      | -      | -      | 15     | 22   | 0    | 0    | 0    | 1.000  | 2      | 10   | 0    | 0    | 1    | 1.000  |
| 2013  | -    | -    | -    | -    | -    | -    | -      | -      | -      | -      | -      | -      | -    | -    | -    | -    | -      | 1      | 4    | 1    | 0    | 0    | 1.000  |
| 2014  | -    | -    | -    | -    | -    | -    | -      | -      | -      | -      | -      | 2      | 13   | 1    | 0    | 1    | 1.000  | 3      | 5    | 0    | 0    | 0    | 1.000  |
| 2016  | 1    | 0    | 0    | 0    | 0    | 0    | .000   | 0      | 0      | 0      | .000   | -      | -    | -    | -    | -    | -      | -      | -    | -    | -    | -    | -      |
| 通算  | 403  |      |      |      |      |      |        | 105    | 77     | 28     | .267   | 17     | 35   | 1    | 0    | 1    | 1.000  | 6      | 19   | 1    | 0    | 1    | 1.000  |

### 記録
- 初出場：2001年9月7日、対読売ジャイアンツ23回戦（東京ドーム）、8回表に島田直也の代打で出場
- 初打席：同上、8回表にダレル・メイから二飛
- 初安打：2002年4月9日、対読売ジャイアンツ1回戦（東京ドーム）、9回表に岡島秀樹から左前安打
- 初先発出場：2002年8月11日、対横浜ベイスターズ19回戦（明治神宮野球場）、8番・捕手で先発出場
- 初本塁打・初打点：同上、5回裏に吉見祐治から左中間越ソロ
- 初盗塁：2004年5月12日、対中日ドラゴンズ6回戦（ナゴヤドーム）、9回表に二盗（投手：岩瀬仁紀、捕手：谷繁元信）

### 背番号
- 51（2000年 - 2010年途中）
- 36（2010年途中 - 2015年）
- 70（2016年）